# Dinastia Liu Song

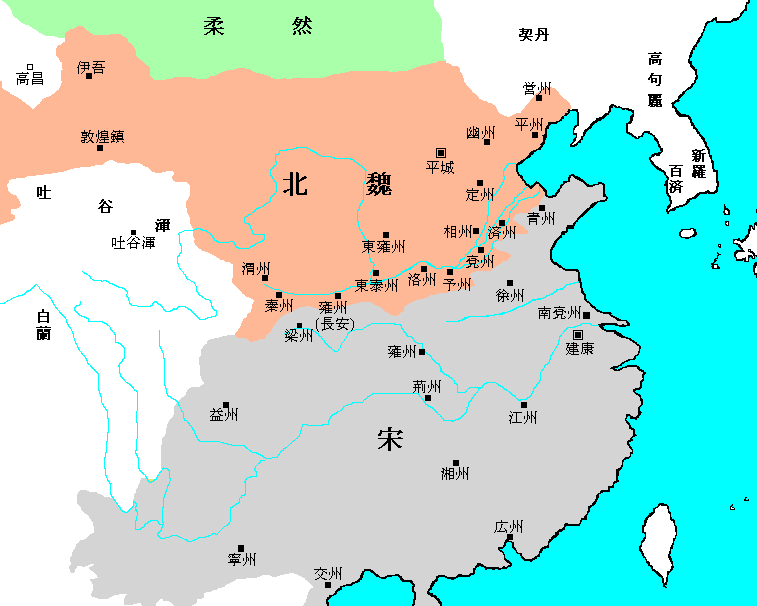
Mappa della Cina nel V° sec. Il regno Liu Song è riportato in grigio, in arancio il territorio dei Wei settentrionali.

La dinastia Liu Song (刘宋朝T, 劉宋朝S, Liú Sòng cháoP), anche denominata dinastia Song Anteriore (前宋朝S, Qiánsòng cháoP) o anche dinastia Song Meridionale 南宋朝S, Nánsòng cháoP), fu la prima delle quattro dinastie meridionali e regnò sulla Cina del sud dal 420 al 479 durante il periodo delle Dinastie del Nord e del Sud. Fu preceduta dalla prima dinastia Jin prima della frammentazione della Cina e seguita dalla dinastia Qi meridionale (南齐朝T, 南齊朝S, Nánqí cháoP). Con una superficie di 5 milioni di kmq era il più vasto impero del suo tempo.
Questa dinastia non dev'essere confusa con quella omonima (vedi Dinastia Song) che regnò dal 1127 al 1279, dopo che la capitale era stata trasferita da Kaifeng ad Hangzhou.

## Sovrani della dinastia Liu Song
1. Wudi (Liu Yu) (420-422)
2. Shao Di (Liu Yifu) (422-424)
3. Wen Di (Liu Yilong) (424-453)
4. Xiaowu Di (Liu Jun) (453-464)
5. Liu Ziye (464-465)
6. Ming Di (Liu Yu) (465-472)
7. Liu Yu (472-477)
8. Shun Di (Liu Zhun) (477-479)

## Cronologia politica del periodo
| « Tre Regni » 220-280: 60 anni                                | « Tre Regni » 220-280: 60 anni                         |
| ------------------------------------------------------------- | ------------------------------------------------------ |
| Cina del Nord: Cao Wei a Luoyang                              | Cina del Sud-Ovest: Shu Cina del Sud-Est: Wu           |
| Breve riunificazione: Dinastia Jìn a Luoyang 265-316: 51 anni |                                                        |
| Nuova frammentazione                                          |                                                        |
| al Nord: «Sedici regni» : 304-439: 135 anni                   | al Sud: Dinastia Jin orientale: 317-420: 103 anni      |
| « Dinastie del Nord »                                         | « Dinastie del Sud »                                   |
| Dinastia Wei settentrionale: 386-534: 148 anni                | Dinastia Liu Song 420-479: 59 anni                     |
| Dinastia Wei dell'Est: 534-550: 16 anni                       | Dinastia Qi o Qi del Sud 479-502: 23 anni              |
| Dinastia Wei dell'Ovest: 535-556: 21 anni                     | Dinastia Liang : 502-557: 55 anni                      |
| Dinastia Qi del Nord: 550-577: 27 anni                        | Liang posteriore o Liang meridionale: 555-587: 32 anni |
| Dinastia Zhou del Nord: 557-581: 24 anni                      | Dinastia Chen: 557-589: 32 anni                        |